# Epianthe funesta
Epianthe funesta är en skalbaggsart som beskrevs av Francis Polkinghorne Pascoe 1869. Epianthe funesta ingår i släktet Epianthe och familjen långhorningar. Inga underarter finns listade i Catalogue of Life.